# Kujbyszewo (Chakasja)
Kujbyszewo (ros. Куйбышево) – wieś w Rosji, w Chakasji, w rejonie biejskim. W 2010 liczyła 669 mieszkańców.